# Gelsted, Middelfarts kommun
Gelsted är en tätort i Middelfarts kommun i Region Syddanmark i Danmark. Tätorten har 1 723 invånare (2024). En mindre del av tätorten är belägen i Assens kommun. Den ligger på Fyn, cirka 18,5 kilometer sydost om Middelfart.